# 히포캠프 (위성)
히포캠프(Hippocamp) 또는 원래 명칭 S/2004 N 1은 해왕성의 소형 위성이다. 지름은 대략 35 km로 해왕성을 지구 시간으로 약 0.93일에 1회 돌고 있다. 2013년 7월 1일 해왕성의 위성들 중 열네 번째로 발견되었다. 히포캠프는 너무 어두워서 1989년 보이저 2호가 해왕성과 그 위성들을 스쳐 지나갈 때에는 관측되지 않았다. SETI 협회 소속 마크 쇼월터는 허블 우주망원경이 2004년부터 2009년까지 해왕성을 찍은 사진들을 분석하여 히포캠프를 찾아냈다.

## 명명
2018년 9월 25일 소행성체 회보 111804에서 공식적으로 해왕성 XIV(14) 이름을 받았으며 2019년 2월 히포캠프로 명명되었다.

## 발견
마크 쇼월터는 허블 우주망원경이 해왕성의 고리들을 찍은 사진들을 확인하던 중 2013년 7월 1일 위성 하나를 발견했다. 그는 팬 기법 비슷한 방식을 이용하여 해왕성 위성들의 공전 운동을 상쇄하고 여러 사진들을 겹쳐 희미한 특징을 잡아낼 수 있었다. 그는 '즉흥적으로' 탐색영역을 고리로부터 넉넉히 벗어난 거리까지 확장하기로 결정한 후 새로운 위성임을 알려주는 '제법 또렷한 점'을 찾아냈다. 쇼월터는 허블 우주망원경의 사진들을 2004년까지 역추적해 올라가면서 새 위성의 존재를 반복 확인했다. 1989년 플라이바이 당시 해왕성과 내부 위성들을 관측했던 보이저 2호는 밝기가 너무 약해서 이 위성을 찾아내지 못했다.
히포캠프는 2003년 9월 프사마테 이후 해왕성의 위성으로서 새로 발견된 존재이다.

## 기원
해왕성의 가장 거대한 위성 트리톤은 행성을 여타 위성들과 반대 방향으로 돌고 있으며 궤도가 해왕성 적도에 대해 기울어져 있다. 가설에 따르면 해왕성의 자체 위성계가 만들어지고 한참 뒤 해왕성이 카이퍼 대에서 트리톤을 포획해 왔다고 한다. 기존 위성들의 궤도는 이 사건 때문에 변화를 일으켜 위성들 중 일부는 내쳐져 날아가고 나머지는 서로 충돌하여 부서졌을 것이다. 적어도 현존하는 해왕성 내부 위성들 중 일부는 트리톤의 궤도가 조석 감속에 의해 원형으로 바뀐 뒤, 충돌 후 남은 잔해들이 강착되어 만들어진 존재로 보인다.
다른 가설에 따르면 히포캠프는 제일 가까우면서 히포캠프보다 훨씬 거대한 위성 프로테우스에서 떨어져 나온 잔해로부터 만들어졌을 것이라 한다. 이 잔해는 프로테우스에서 가장 큰 충돌구 파로스를 만들었던 혜성 충돌로부터 분출되어 나온 것 같으며, 잔해물의 부피는 히포캠프보다 대략 50배는 컸을 것이다. 히포캠프의 공전 궤도는 프로테우스와 상대적으로 가까워서 이 둘이 해왕성 중심으로부터 떨어진 거리의 차이는 12,000 km 정도이다. 히포캠프는 프로테우스에서 수천 킬로미터 떨어진 곳에서 생겨났던 것 같으며 이후 프로테우스보다 훨씬 더 강력한 해왕성의 조석 상호작용 때문에 서서히 프로테우스로부터 멀어졌을 것이다.

## 물리적 속성

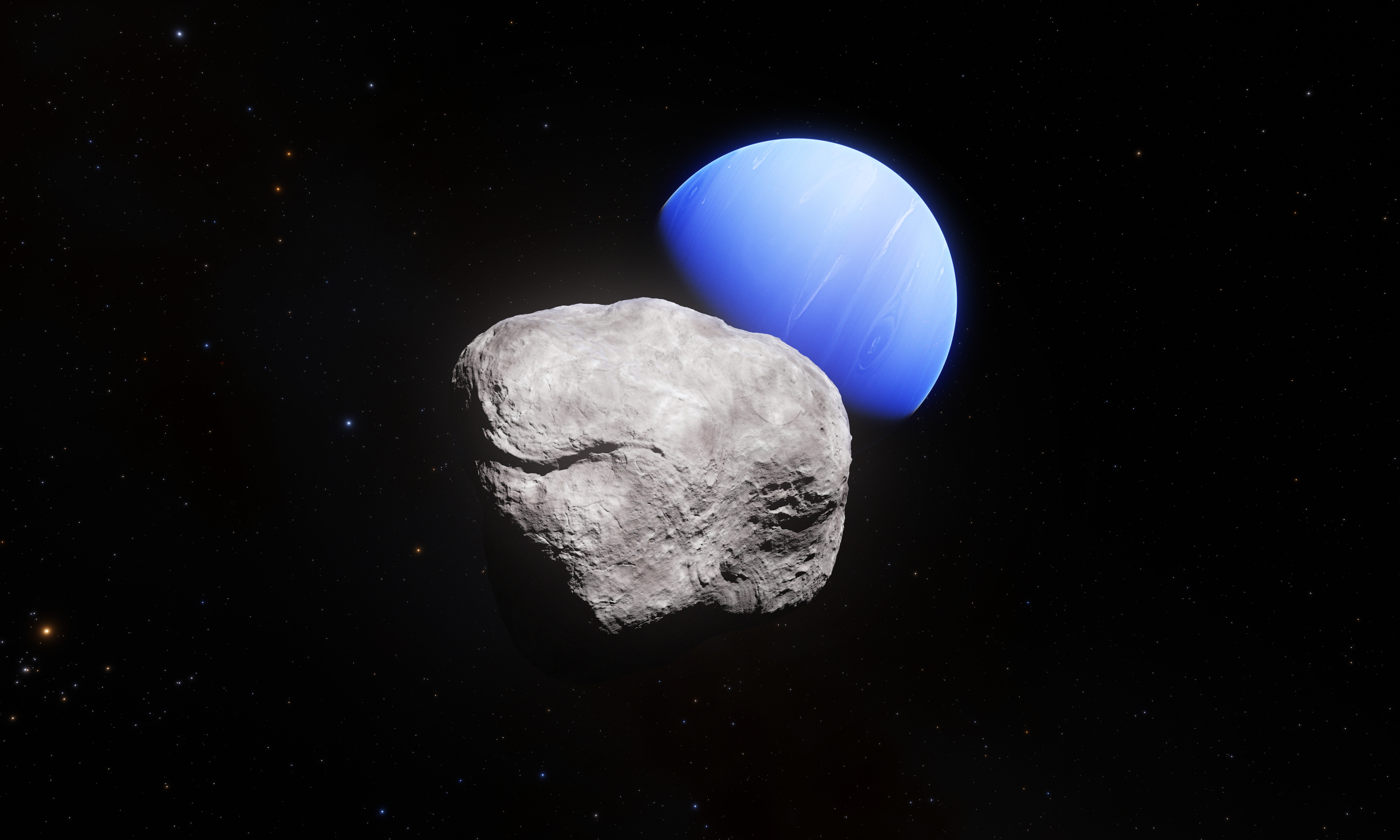
해왕성과, 해왕성의 가장 작은 위성 히포캠프의 개념도.

히포캠프는 해왕성의 다른 내부 위성들과 마찬가지로 표면이 '더러운 아스팔트'처럼 어두운 것으로 보인다. 이 위성들의 기하학적 알베도는 0.07부터 0.10 범위에 있다. 히포캠프의 겉보기 등급 26.5로부터 당초 이 위성의 지름은 해왕성 위성들 중 가장 작은 16 ~ 20 km 정도일 것으로 생각했었다. 해왕성의 위성들을 최근 관측한 결과 히포캠프의 지름은 기존보다 두 배 가까이 큰 34.8 km 임이 드러났다. 그러나 여전히 이 위성이 해왕성의 내부 규칙 위성들 중 확연하게 가장 작은 존재임은 변하지 않는다.
천문학자들은 허블 우주망원경의 NICMOS 장비를 이용하여 해왕성의 고리들과 내부 위성들의 적외선 스펙트럼을 조사했는데 이들 표면 모두 어둡고 불그스름한 물질을 지니고 있으며 태양계 외곽의 작은 천체들과 유사한 특징을 보여준다. 조사 자료는 탄소-수소 및(또는) 탄소-질소 결합들을 포함하는 유기 화합물들과 일치하나 분광 해상도가 충분하지 못해 이 분자들을 확인하지는 못했다. 태양계 외곽 지대에 풍부한 물의 얼음이 존재할 것으로 예상하고 있으나, 천왕성의 위성들과는 달리 얼음의 존재를 알려주는 스펙트럼은 관측할 수 없었다.

## 공전 특성

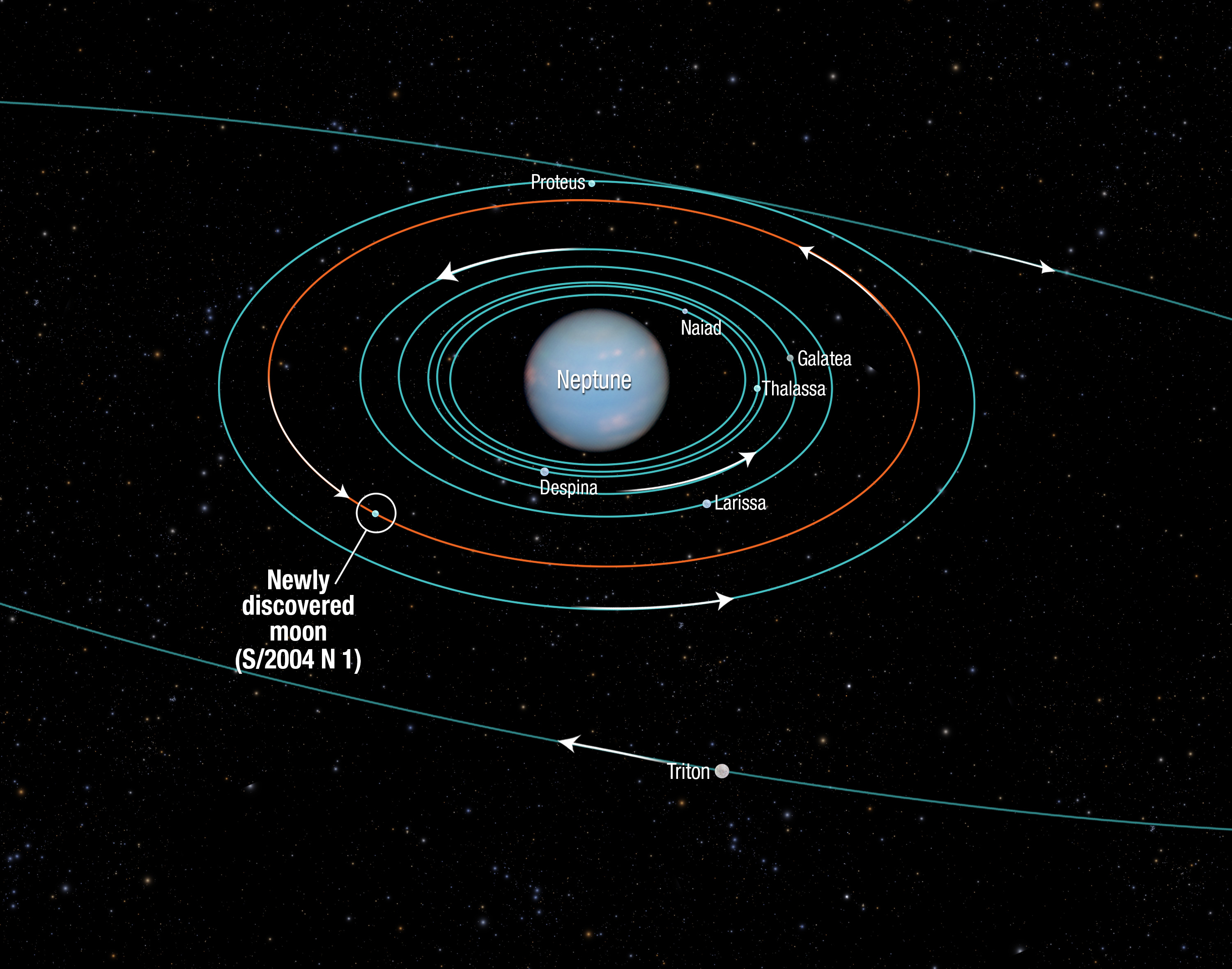
해왕성 위성들의 궤도를 트리톤까지 표시한 그림. 히포캠프의 궤도는 적색으로 강조했다.

히포캠프는 해왕성을 22시간 28.1분(0.9362일)에 1회 공전한다. 이로부터 히포캠프의 공전 긴반지름 또는 공전 거리는 105,283 km로 계산되는데 이 거리는 지구에서 달까지 거리의 4분의 1이 약간 넘으며 해왕성 고리 평균 반지름의 약 두 배이다. 히포캠프 궤도의 이심률과 경사각은 0에 가깝다. 히포캠프의 궤도는 라리사와 프로테우스 궤도 사이에 있어서 해왕성의 규칙 위성들 중 행성으로부터 두 번째로 멀다. 해왕성의 규칙 위성들은 행성에서 멀어질수록 부피가 커지지만 히포캠프는 이 법칙을 거스르는 존재이다.
라리사와 히포캠프는 1% 이내의 차이로 3:5 공전 공명비를 보이며 히포캠프와 프로테우스의 공명 비율은 11:13에 가깝다. 라리사와 프로테우스는 수백만 년 전 1:2의 평균운동공명을 거쳤던 것 같다. 프로테우스와 히포캠프는 이후 라리사로부터 멀어지고 있는데, 이는 두 위성이 해왕성 동기 궤도(해왕성의 1 자전주기는 0.6713일이다.) 바깥에 있어서 조석 가속 상태에 있고, 동기 궤도보다 안쪽에 있는 라리사는 반대로 조석 감속 상태에 있기 때문이다.

## 작명
이 위성의 명칭은 절반은 말, 절반은 물고기인 그리스 신화의 창조물 히포캄포스의 이름을 따 왔다. 위성에 해왕성 XIV 숫자가 붙었지만 2019년 2월까지 공식 명칭이 부여되지 않았다.
위성을 발견한 연구진은 기존 해왕성의 위성 이름들과 일관성을 유지하는 차원에서, 국제천문연맹(IAU)에 그리스-로마 신화 속 바다의 신 포세이돈이나 넵투누스와 연관된 등장인물의 명칭을 제출하기로 했다. 연구진이 고려하고 있던 다른 명칭으로 포세이돈과 토오사의 아들인 외눈박이 거인 폴리페모스가 있었다. 탐사팀 리더 쇼월터는 해마속(Hippocampus)과 신화적 창조물인 반마 반어의 이름을 고려하여 히포캠프(Hippocamp) 이름을 선택했다. 2019년 IAU는 히포캠프 명칭을 승인했다.